# Convair 990
El Convair 990 fue un reactor de transporte comercial de alcance medio producido por Convair, división de General Dynamics; era una versión "alargada" de su modelo previo, el Convair 880, en respuesta a requerimientos de American Airlines.

## Historia
La noticia de que Boeing y Douglas estaban desarrollando aviones de línea propulsados por turborreactores de nueva generación representó para Convair un desafío que la compañía se apresuró a afrontar, al objeto de conseguir una participación en el nuevo mercado que se abría.
En abril de 1956, Convair anunció públicamente su intención de construir el nuevo tipo, y al mismo tiempo declaraba que Delta Airlines y TWA habían pedido respectivamente 10 y 30 unidades. Pocos aviones han ostentado tantas designaciones, empezando por la de Convair Skylark (Alondra) y pasando sucesivamente por las de Golden Arrow (Flecha dorada), Convair 600 y finalmente Convair 880 para la versión inicial, cuyo prototipo realizó su primer vuelo el 27 de enero de 1959.

## Diseño y desarrollo
Su aspecto general era muy similar al del Boeing 707, con un ala monoplana de implantación baja con idéntica flecha hacia atrás de 35º, superficies de cola convencionales, también aflechadas, y tren de aterrizaje triciclo con bogies de cuatro ruedas en cada aterrizador principal. La planta motriz consistía en cuatro turborreactores General Electric CJ805-3 de 5.080 kg de empuje unitario, montados de la misma forma que los del Boeing 707. El fuselaje, en cambio, era más estrecho que el del Boeing 707 de serie, lo que limitaba a cinco los asientos dispuestos en cada fila y solamente permitía un total de 88 a 110 pasajeros.
Esta primera versión del Convair 880, conocida por la compañía como Modelo 22, pretendía conquistar el mercado nacional. El 1 de mayo de 1960 llegó la certificación, y dos semanas más tarde, Delta inauguró sus servicios con el tipo. Pese a su alta velocidad de crucero y a un alcance cercano a los 4.800 km con máxima carga útil, su capacidad, limitada en comparación con los reactores rivales de Boeing y Douglas, relegó al Convair 880 a una posición mucho menos atractiva de cara a los potenciales usuarios. Cuando se dio por finalizada la producción, sólo se habían construido 48 unidades. Asimismo, cuando apareció el Modelo 31, proyectado para servicios intercontinentales, con mayor capacidad de combustible y algunas otras mejoras, las limitaciones en cuanto al acomodo del pasaje constituyeron un inconveniente para su aceptación por las compañías aéreas. El avión fue designado Convair 880-M, y a lo largo del periodo de producción únicamente se completaron 17 unidades.
Antes incluso de que el primer prototipo del Convair 880 realizara su vuelo inicial, la compañía emprendió los trabajos para una versión de mayor capacidad y mejores prestaciones, conocida como Modelo 30. Con una visión retrospectiva, tal vez fuera una desgracia para la compañía que American Airlines realizase un pedido muy temprano, que determinó el comienzo inmediato de la producción. Si hubiera habido más tiempo para apreciar las reacciones de los usuarios ante el Convair 880, podría haberse emprendido un rediseño importante del fuselaje. En cambio, aunque el Modelo 30 dispuso de un fuselaje alargado para incrementar su capacidad, mantuvo el mismo ancho del modelo anterior, que limitaba a cinco los asientos dispuestos en cada fila.
Se incorporaron otras mejoras al diseño del avión, denominado Convair 990 que se describen a continuación. No se construyó ningún prototipo, y el 24 de enero de 1961 voló el primera unidad, uno de los construidos para American Airlines. La cerificación de la FAA se retrasó hasta diciembre de aquel año, y American recibió su primera unidad para el servicio en vuelos regulares el 7 de enero de 1962. Asimismo, aproximadamente por las mismas fechas, Swissair recibía una unidad, que la compañía suiza denominó Coronado, designación que luego sirvió para todos sus aviones. Esta compañía fue la primera que realizó el servicio regular con el tipo el mes siguiente.
Un interesante cambio respecto del Convair 880 fue la adición de grandes protuberancias en las partes altas de las alas, logrando incrementar su velocidad crítica Mach y reducir la resistencia aerodinámica transónica. Esto permitió un 990 más pesado y ligeramente más rápido que el 880, con una velocidad de crucero de cerca de Mach 0,91, haciéndolo el reactor de pasajeros más rápido construido en esa época. Originalmente se planeaba usar las protuberancias como tanques adicionales de combustible, pero en las pruebas de vuelo ese peso extra causaba vibraciones excesivas. Los motores se cambiaron a los actualizados General Electric CJ-805-23s, que eran únicos en usar la tecnología fan atrás de los motores, en comparación con otros modelos que la tenían en la parte delantera como la turbina Pratt & Whitney JT3D, con la que se equipó a los competidores del 990. Tal como sucedió con el Convair 880, el 990 fue modificado posteriormente con un agregado al tope del fuselaje para albergar instrumentación adicional.
El motor del 990, un CJ-805-23, era una versión civil simplificada del J79, usado en aeronaves militares de caza, como el mítico Phantom, aunque con el añadido de un prefan. Como el J79, el CJ-805 era una turbina que desprendía mucho humo. Aunque entre los primeros modelos de jet hubo varios cuyas turbinas desprendían humo en exceso, el Convair 990 es especialmente recordado por ese motivo.

## Conclusión: el fracaso

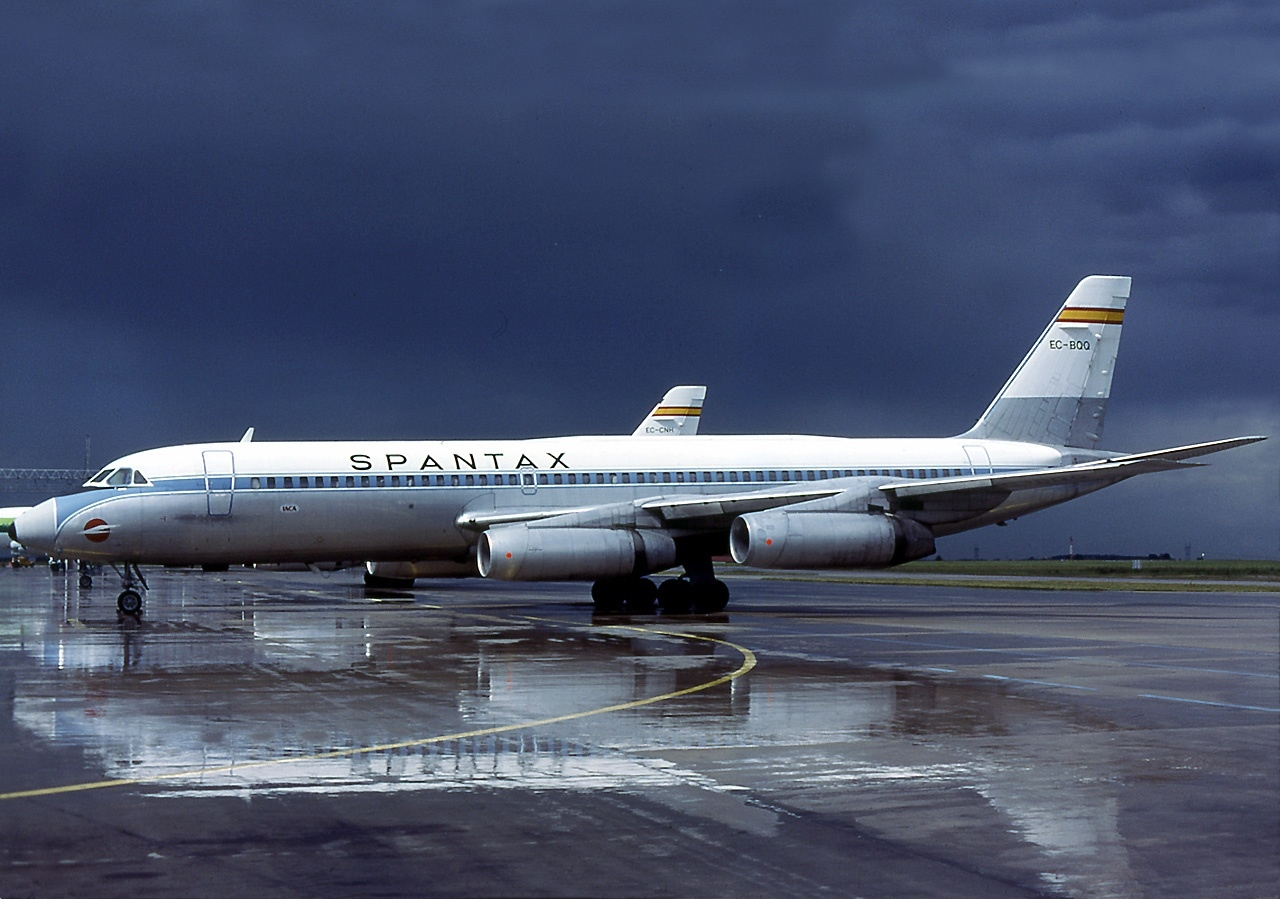
Convair CV-990A de Spantax

Las primeras versiones del Convair 990 no cumplían las especificaciones requeridas por American Airlines, lo cual fue motivo para reducir los pedidos previamente contemplados. El Convair 990A modificado fue una solución de reingeniería para intentar eliminar los fallos originales de diseño desde el punto de vista aerodinámico encontrados  aunque nunca pudo cumplir con la promesa de hacer un vuelo de costa a costa y sin escalas en los Estados Unidos, desde el aeropuerto John F. Kennedy de Nueva York al de Los Ángeles (California). American Airlines dispuso de sus 990A en 1967, resultando de todos modos, que en ese momento la presencia de los Boeing 707 y 720 constituían una competencia muy fuerte, debido a que eran más apropiados para volar las rutas servidas por esa aerolínea.
El nicho comercial del Convair 990 pronto fue ocupado por el Boeing 727 y el Boeing 720 (un derivado de menor tamaño del Boeing 707) y, al momento en que la empresa empieza a tener problemas en 1963 sólo se habían producido 37 "990A", considerando además que la producción global de "General Dynamics" de reactores para aerolíneas comerciales era de 102 aeronaves. El gran error fue que los Convair 880 y 990 no fuesen aceptados ni comprados por la mayor parte de las grandes aerolíneas, lo que le ocasionó a Convair, con el paso del tiempo, el colapso más grande de una corporación en su historia, a pesar de que corporaciones más modernas han sobrepasado con creces las pérdidas económicas que tuvo Convair. El programa Convair 880 y 990 supuso para la compañía una operación extremadamente gravosa, hasta el punto de que, desde entonces, las divisiones aeronáuticas de General Dynamics Corporation han limitado sus actividades al campo de la aviación militar.
Algunos Convair CV-990 han sobrevivido al paso del tiempo. Una unidad que perteneció a Swissair se encuentra en el "Museo de Transportes de Suiza", Verkehrshaus, Lucerna, mientras dos más están en poder de Mojave Spaceport. De ellos, uno se lo muestra en la entrada al aeropuerto y el otro se usa en filmes y proyectos de televisión. Otro más, en lamentable estado de abandono, permanece en el aeropuerto de Palma de Mallorca, donde durante años languidecieron once Convair 990 de la extinta compañía Spantax hasta su desguace en 1993. En la actualidad, la asociación Amics de Son Sant Joan, está luchando para salvar el último Coronado de Spantax a través del proyecto "Salvemos el Convair Coronado de Spantax". Para ello presentó en el Consejo Insular de Mallorca un dossier de más de 40 páginas para la solicitud de Bien de Interés Cultural en abril de 2010. Finalmente en diciembre de 2011 se logró de dicha institución que el aparato fuese declarado Bien Catalogado del Patrimonio Histórico de las Islas Baleares, siendo la primera aeronave sita en territorio español que logra tal grado de protección. En 2017 se iniciaron los trabajos de restauración de dicha aeronave gracias a donaciones de particulares y venta de productos conmemorativos a través de su web www.amicssonsantjoan.com y la página de Facebook "Spantax - Salvar el Coronado".

## Operadores
Las siguientes aerolíneas operaron este modelo de avión:

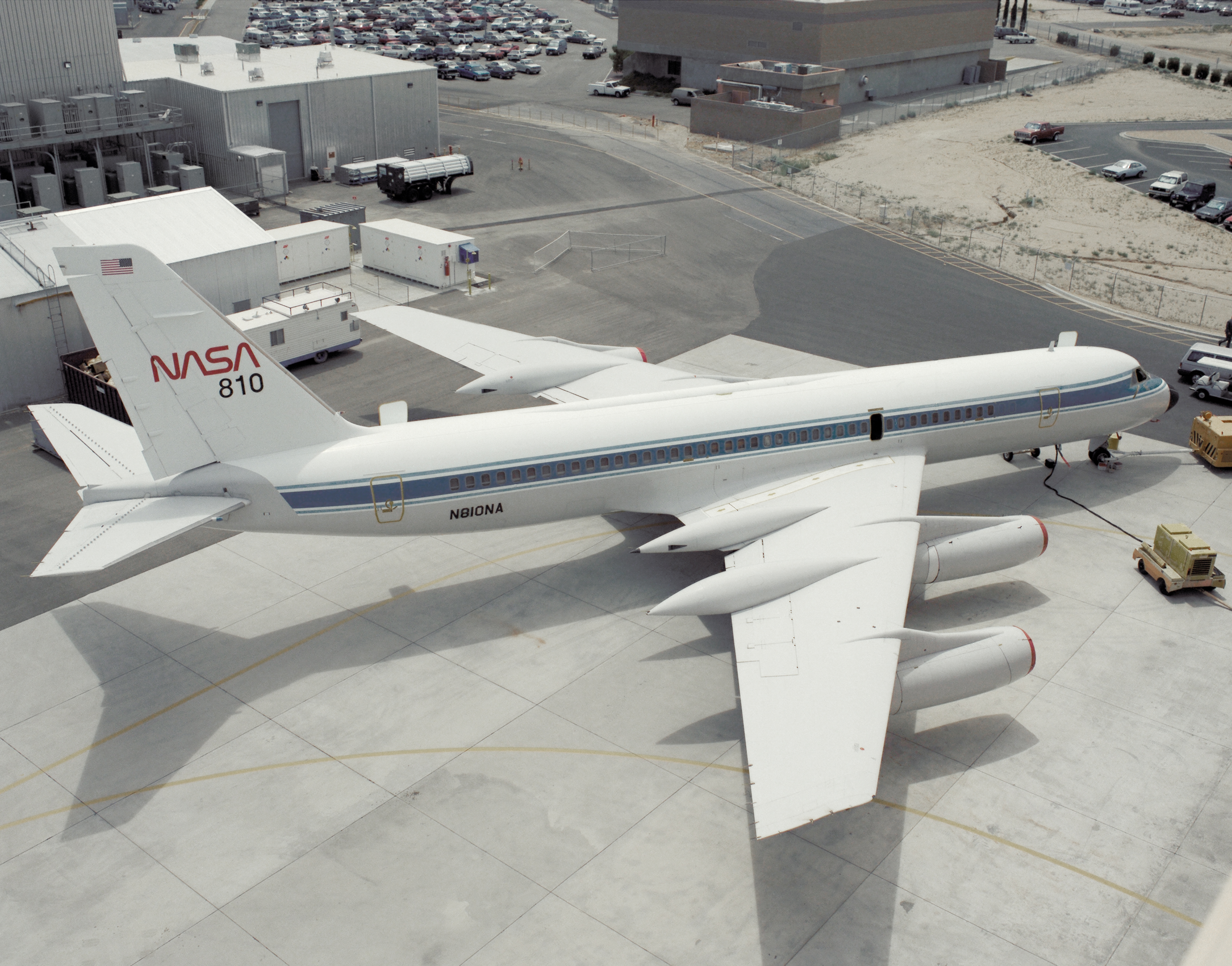
Convair CV-990 de la NASA Mojave Spaceport

- Aerolíneas Peruanas APSA
- Alaska Airlines
- American Airlines
- AREA Ecuador
- Ciskei International Airways
- Denver Ports of Call
- Lebanese International Airways
- Middle East Airlines
- Modern Air Transport
- NASA
- Nomads Travel Club
- Nordair
- Spantax
- Swissair
- Thai Airways International
- Varig / REAL Aerovías

### Asia
Indonesia
- Garuda Indonesia (3)[1]

### Europa
Suecia
- Scandinavian Airlines System (2)[2]

## Especificaciones

### Características generales (Convair 990)
- Envergadura (ancho de alas): 36,58 m
- Largo: 42,49 m
- Altura de la cola: 11 m
- Turbinas: 4 turborreactores General Electric CJ-805-23
- Potencia: 71,6 kN
- Peso vacío: 54,69 t
- Peso cargado: 115,7 t
- Tripulantes: 3
- Número de pasajeros: 96-121

### Desempeño
- Velocidad de viaje:  920 km/h
- Velocidad máxima: 1176 km/h
- Altitud de viaje: 9,1 a 12,5 km
- Autonomía: 8.600 km

### Desarrollos relacionados
- Convair
- Convair 880

### Aeronaves similares
- Shanghai Y-10
- Boeing 707
- Douglas DC-8
- Sud Aviation Caravelle
- De Havilland Comet
- Vickers VC10
- Tupolev Tu-104